# 材料科学科
材料科学科（ざいりょうかがっか）は、材料科学の教育・研究を行う学科。殆どの材料科学科が冶金学科を前身とする。

## 材料科学科を置く大学・学部
- 滋賀県立大学 工学部（1995年度～）
- 東海大学 工学部（1958年度～、前身の応用理学科 金属材料工学専攻から）

## 材料科学科と類似する学科名称
- 東北大学 工学部 材料科学総合学科
- 茨城大学 工学部 マテリアル工学科
- 東京大学 工学部 マテリアル工学科
- 名古屋大学 工学部 マテリアル工学科
- 千葉工業大学 工学部 先端材料工学科
- 芝浦工業大学 工学部 材料工学科
- 名城大学 工学部 材料機能工学科

## 材料科学を専攻できる大学・学科・専攻
- 岩手大学 理工学部 理工学科 材料科学コース
- 新潟大学 工学部 工学科　材料科学プログラム
- 京都大学 工学部 物理工学科 材料科学コース
- 大阪大学 工学部 応用理工学科 マテリアル生産科学科目 マテリアル科学コース
- 島根大学 総合理工学部 物質科学科 物理分野